# Ptychoglossus brevifrontalis
Ptychoglossus brevifrontalis är en ödleart som beskrevs av  George Albert Boulenger 1912. Ptychoglossus brevifrontalis ingår i släktet Ptychoglossus och familjen Gymnophthalmidae. Inga underarter finns listade i Catalogue of Life.
Arten förekommer i norra Sydamerika från Colombia och Venezuela till Bolivia och nordvästra Brasilien. Honor lägger ägg.